# Dal'nobojščiki
Dal'nobojščiki (Дальнобойщики) è una serie televisiva russa.
Dal'nobojščiki è la storia di due camionisti, Aleksandr (interpretato da Vladislav Galkin - Владислав Галкин) e Fëdor (interpretato da Vladimir Gostjuchin - Владимир Гостюхин).

## Episodi
- Convoglio russo. Il primo viaggio di Aleksandr e Fëdor. Gli fanno trasportare cocaina nascosta tra il resto del carico di cui si vogliono impossessare un gruppo di malviventi. Alla fine della puntata l'auto dei banditi cade in una buca e Aleksandr chiama altri due camion con i quali forma un convoglio per proteggersi.
- Chimica e vita. Con il loro camion, i due camionisti trasportano una cisterna. Per sbaglio, il proprietario della base, fa versare nella cisterna un acido tossico che esplode se la temperatura supera i 30 gradi. Dei pompieri seguono la cisterna raffreddandola con dell'acqua. Al posto di trasportare la cisterna alla base militare, Aleksandr la lascia in un lago.
- Spedizioniere. Dopo un incidente di un camion sulla strada su cui passavano Fëdor e Aleksandr, i due trasportano in città lo spedizioniere donna, di nome Marina, rimasto in vita. Si scopre che Marina è stata violentata da un camionista su quella strada e l'incidente del camion è stato provocato da lei. Cerca di uccidere anche Fëdor e Aleksandr, ma loro la fanno arrestare.
- Film. Quattro banditi di origine caucasica affittano il camion di Fëdor e Aleksandr che, senza saperlo, trasportano cassette video che esplodono durante la visione. Quando scoprono quello che stavano trasportando, i due raggiungono un paesino dove trovano la casa di un capo della polizia che chiama il dipartimento. I quattro vengono arrestati.
- La figlia dell'oligarca. Fëdor e Aleksandr accettano di portare in città una donna, la figlia di un oligarca. Dopo averla fatta alloggiare in un hotel, la donna sparisce e ricompare nell'albergo con suo padre.
- Epidemia. Per colpa di un'epidemia che circola in città, tutti i camion sono in quarantena. Uno dei camionisti che alloggiava lì viene ucciso. Tutti gli indizi dimostrano che Aleksandr è il colpevole. Ma Fëdor non ci vuole credere e inizia a fare delle indagini. Alla fine si scopre che l'omicida è il compagno di lavoro della vittima.
- Brigate verdi. I due camionisti devono trasportare un esemplare di una rara specie di capra. Quella capra è contesa tra due bande: un gruppo di ciclisti e le "Brigate verdi". Mentre Fëdor e Aleksandr stanno pranzando, vengono attaccati dai bikers che rubano il camion. Ma vengono raggiunti da un'auto delle brigate verdi che fanno finta di aiutare i camionisti per poi rapire l'animale. Alla fine i due riescono a scappare e a portare a destinazione il carico.
- Colpo di fulmine. Aleksandr e Fëdor si fermano in un ristorante di un piccolo paesino dove Fëdor incontra una donna che lo fa addirittura voler divorziare con sua moglie. Ma Aleksandr riesce a fargli cambiare idea e i due tornano in città.
- Fumo nel bosco. I due stanno attraversando un bosco in fiamme dove fondono il motore. Quando l'incendio finisce si fermano e trovano una casa dove c'è una setta diretta da un uomo vecchio. Tutta la setta è composta da bambini. Aleksandr e Fëdor capiscono che quel vecchio è un malintenzionato. Alla fine si dimostra che lui voleva uccidere quei bambini bruciandoli. Per dare l'esempio si uccide prima lui. Ma i due camionisti portano in salvo i bambini.
- Aleksej. Ad un incrocio, Fëdor incontra un suo vecchio amico, Aleksej, rimasto disabile dopo un incidente. Ma quando cerca di salutarlo viene aggredito da due tizi vestiti di nero. Si scopre che Aleksej era costretto da un'organizzazione a fare l'elemosina in strada e dare tutto l'incasso al capo. Aleksandr fa finta di essere disabile e riesce ad entrare nell'ufficio del capo dell'organizzazione e a rubare tutti i suoi documenti. Alla fine l'organizzazione viene denunciata.
- La fuga. Mentre Aleksandr e Fëdor stanno scariano il camion, una banda di sei uomini evasi dalla prigione si intrufolano nel trailer. Durante il tragitto i sei scendono e il loro capo, di nome Padre, li obbliga a cambiare rotta. Ma incontrano un cantiere e con l'aiuto dei lavoratori che erano lì riescono a consegnare i sei fuggitivi alla polizia.
- Lavoro nero.

- La scuola della democrazia.

- L'ultimo gioco.

- Giustizia fai da tè.

- Il proprio business.

- Il fantasma.

- Forza maggiore.

- Lontano da Mosca.

- Veronika.